# SN 2011eh
SN 2011eh – supernowa typu Ia-pec odkryta 20 lipca 2011 roku w galaktyce NGC 3613. W momencie odkrycia miała maksymalną jasność 16,20m.